# Allomerus
Allomerus é um gênero de insetos, pertencente a família Formicidae.

## Espécies
- Allomerus decemarticulatus
- Allomerus decemarticulatus decemarticulatus
- Allomerus decemarticulatus novemarticulatus
- Allomerus decemarticulatus septemarticulatus
- Allomerus octoarticulatus
- Allomerus octoarticulatus demerarae
- Allomerus octoarticulatus octoarticulatus
- Allomerus octoarticulatus tuberculatus
- Allomerus vogeli